# Andrena solenopalpa
Andrena solenopalpa là một loài Hymenoptera trong họ Andrenidae. Loài này được Benoist mô tả khoa học năm 1945.